# Залог-при-Кресницях
Залог-при-Кресницях (словен. Zalog pri Kresnicah) — поселення в общині Моравче, Осреднєсловенський регіон, Словенія. 
Висота над рівнем моря: 435,7 м.